# A Noite em que Gwen Stacy Morreu
A Noite em que Gwen Stacy Morreu (The Night Gwen Stacy Died no original)  é um arco de histórias em quadrinhos do título The Amazing Spider-Man #121-122 (junho–julho de 1973), da Marvel Comics, que se tornou um acontecimento marcante na vida do super-herói Homem-Aranha, um dos heróis mais reconhecidos na cultura popular. 
As duas edições da história, escrita por Gerry Conway, com desenhos de Gil Kane e  arte-final por John Romita Sr. e Tony Mortellaro, mostra a luta do Homem-Aranha contra o seu inimigo, o Duende Verde, que sequestra a namorada do Aranha, Gwen Stacy; durante a sua batalha, ela cai de uma ponte e morre, apesar de o Homem-Aranha conseguir apanhá-la antes de atingir o solo.
A Noite em que Gwen Stacy Morreu é apontada em diversas listas como uma das mais importantes histórias do personagem em todos os tempos, seu impacto foi tamanho que é considerada um marco do fim da Era de prata das histórias em quadrinhos americanas. 

## Enredo
Antes deste arco, Norman Osborn tinha sido o Duende Verde, mas devido à amnésia, ele teve a sua identidade como o supervilão suspensa e esqueceu que o Homem-Aranha é Peter Parker. Além disso, Harry Osborn, melhor amigo de Parker e filho de Norman, tornou-se dependente de drogas e foi sequestrado na casa dos Osborn para a desintoxicação. A dor de Norman, combinado com pressão financeira, desencadeou uma ruptura, resultando em Norman Osborn lembrando de sua identidade como Duende Verde, e novamente, indo lutar contra o Homem-Aranha e atacar seus entes queridos.
O Duende Verde sequestra a namorada de Parker, Gwen Stacy, e leva o Homem-Aranha para uma torre da Ponte do Brooklyn (como representado na arte) ou a Ponte George Washington (conforme indicado no texto). O Duende e Homem-Aranha lutam, e o Duende atira Gwen da ponte. Homem-aranha lança sua teia em suas pernas para tentar pega-la. Quando ele a puxa para cima, ele acha que á salvou. No entanto, ele rapidamente percebe que ela está morta. O seu pescoço foi quebrado devido a parada súbita d ou já tinham sido quebrado pelo Duende antes da sua queda, e Peter se culpa por sua morte. Uma nota nas páginas de carta em The Amazing Spider-Man #125 afirma: "entristece-nos a dizer que o efeito da parada súbita que ela sofreu quando Aranha a parou tão de repente, foi, na verdade, o que a matou."
O Duende Verde escapa, e Homem-Aranha chora no cadáver de Stacy e jura vingança. Na edição seguinte, o Homem-Aranha luta com o Duende Verde num depósito e ganhar dele, mas não consegue matá-lo. O Duende usa a oportunidade para enviar seu planador para atingir o Aranha por trás. Advertido pelo seu senso aranha, Homem-Aranha esquiva-se e o planador atinge o Duende Verde, aparentemente matando-o. Mais tarde, um Parker devastado, novamente em casa, encontra uma igualmente chocada e entristecida Mary Jane Watson, que perdeu sua amiga Stacy, e os dois tentam consolar uns aos outros, na esteira de sua perda.

## Relevância
- A morte de Gwen Stacy chocou a comunidade de quadrinhos americana. Anteriormente, era impensável matar um personagem importante, a namorada do personagem-título, com uma grande base de fãs. Geralmente, um super-herói não falha de maneira desastrosa, a menos que ele era parte de sua história. Esse arco de história tem sido proposto como um marcador do final da era de Prata dos Quadrinhos, e o início da mais sombria e corajosa Era de Bronze.[4]
- A frequente tendência para as esposas e namoradas de homens super-heróis acabarem com um destino triste ficou conhecida como  "A Síndrome de Gwen Stacy " pelo Comics Buyer's Guide.[5]
- A Noite em que Gwen Stacy Morreu é frequentemente citada em listas das melhores e mais importantes histórias do personagem em todos os tempos.[6][7]
- O romance de Sarah Bruni, A Noite em que Gwen Stacy Morreu, é sobre um casal que se referem a si mesmos como Peter Parker e Gwen Stacy.[8]

## Em outras mídias

### Televisão
- A história foi adaptada em Spider-Man: The Animated Series, no episódio 14 da terceira temporada chamado "Ponto de Retorno". O Duende Verde arremessa Mary Jane Watson da ponte, mas em vez de morrer, ela cai por um portal, sem que Peter Parker perceba que ela caiu e pereceu na água. O título do episódio é o mesmo da legenda da capa principal da primeira edição do arco "A Noite em que Gwen Stacy Morreu".

### Filmes
- "A Noite em que Gwen Stacy Morreu" foi adaptado para o final do filme do Homem-Aranha de 2002, com Mary Jane Watson novamente assumindo o papel, embora ela não tenha morrido; o Homem-Aranha conseguiu salvá-la pulando atrás dela e pegando-a pessoalmente, posteriormente lutando contra o Duende Verde após colocar Mary Jane em segurança, embora o Duende Verde morra de forma semelhante à que morreu nos quadrinhos.
- "A Noite em que Gwen Stacy Morreu" foi adaptado no filme The Amazing Spider-Man 2, de 2014. O Duende Verde — Harry Osborn em vez de Norman — joga Gwen Stacy do topo de uma torre do relógio. O Homem-Aranha a salva e derruba o Duende de seu planador. O planador colide com a torre do relógio em que Gwen está, e ela cai. O Homem-Aranha a pega novamente e ela fica pendurada até que as engrenagens do relógio cortam a teia em que Gwen está pendurada, no momento em que o Duende o ataca. Depois de derrubar o Duende, o Homem-Aranha mergulha até Gwen, atirando uma teia para tentar salvá-la; mas mesmo que a teia a pegue, sua cabeça ainda bate no chão da torre do relógio, cujo impacto a mata instantaneamente.[9] Em uma cena deletada , Peter posteriormente pega o planador de Harry, o levanta acima de sua cabeça com raiva e considera empalá-lo com ele, mas decide contra isso, deixando-o para ser preso por seu assassinato. O relógio para em 1:21, uma referência à edição da história em quadrinhos em que Gwen morreu. Além disso, um dos pôsteres promocionais do filme recriou a capa de The Amazing Spider-Man #121 com o elenco do filme.[10]
- Foi referenciada em Venom: Let There Be Carnage, de 2021, do Universo Homem-Aranha da Sony. Onde em uma cena, Shriek cai de uma igreja, e os olhos de Venom refletem sua queda, também é uma referência ao filme Homem-Aranha, na mesma cena citada acima.
- Elementos dos filmes mencionados e da história em quadrinhos original foram apresentados no filme do MCU de 2021, Spider-Man: No Way Home, um filme com personagens dos filmes de Raimi, filmes de Webb e do MCU por meio do elemento de enredo do multiverso. O Duende Verde dos filmes de Raimi mata a versão do MCU da Tia May atacando-a com seu planador e explodindo o chão em que ele e Peter Parker do UCM estavam lutando, levando Peter a se tornar amargo e vingativo semelhante a como a versão em quadrinhos ficou após a morte de Gwen. Quando os dois Peter Parkers alternativos chegam para consolar o Peter do MCU, o Peter dos filmes de Webb mencionou como ele parou de segurar seus socos após a morte de Gwen em O Espetacular Homem-Aranha 2 e avisa sua contraparte para não se tornar como ele. Durante o clímax, o Peter dos filmes de Webb consegue salvar a namorada do próprio Peter do MCU, MJ, de sofrer um destino semelhante ao de Gwen, que cai da Estátua da Liberdade, saltando atrás dela e a pegando pessoalmente, desabando em lágrimas ao finalmente chegar ao fim de seu fracasso anterior. O Peter do MCU tenta matar o Duende com seu próprio planador, semelhante ao filme de 2002 e recriando a cena deletada de O Espetacular Homem-Aranha 2, mas é impedido pelo Peter dos filmes de Raimi e, em vez disso, cura Norman de sua insanidade.